# Estadio Nacional Mỹ Đình
El Estadio Nacional Mỹ Đình (en vietnamita: San Van động Quốc gia Mỹ Đình) es el estadio nacional de fútbol de Vietnam, ubicado en la capital Hanói. Fue inaugurado en 2003 para ser la sede de los Juegos del Sudeste Asiático de ese año, en donde albergó las ceremonias de apertura y clausura además de las pruebas atléticas.
El estadio tiene capacidad para 40 192 espectadores, es el estadio oficial de la Selección de fútbol de Vietnam y acoge también los partidos más importantes de los clubes de la ciudad.
En 2007 fue una de las sedes de la Copa Asiática donde albergó los juegos del Grupo B, más un partido de cuartos de final y una semifinal. Ha albergado también partidos del Campeonato de Fútbol del Sudeste Asiático en las ediciones de 2004, 2010 y 2014.